# Salado (dopływ Parany)
Salado (hiszp. Río Salado) – rzeka w północnej-zachodniej Argentynie, prawy dopływ Parany. Jej długość wynosi 1300 km, a dorzecze zajmuje powierzchnię 160 tys. km². Jej źródła znajdują się na wschodnich stokach Andów Środkowych. Nosi wówczas nazwę Guachipas. Gdy wypływa z gór, zmienia nazwę na Juramento, a później na Salado („słona rzeka”). Wraz z płynącą bardziej na południu rzeką Dulce, stanowią główne cieki wodne prowincji Santiago del Estero. Jej najważniejszym dopływem jest rzeka Horcones.
Salado jest rzeką okresową w okresie zimowym od maja do września. W pozostałym okresie po dużych opadach mogą wystąpić powodzie. Ostatnia katastrofalna powódź miała miejsce w kwietniu 2003 – zginęły wówczas 24 osoby, ponad 100 tys. ewakuowano, zniszczeniu uległo 28 tys. domów.
Najważniejszym miastem nad rzeką Salado jest położone przy jej ujściu do Parany Santa Fe.